# Jason Buaillon
Jason Buaillon, né le 5 octobre 1991 au Mans, est un footballeur français qui évolue au poste de défenseur gauche à La Roche-sur-Yon VF.

## Carrière
Le 1er juillet 2014, Jason Buaillon signe un contrat de trois ans en faveur du Standard de Liège et est prêté directement à l'AD Alcorcón pour y obtenir du temps de jeu et acquérir de l'expérience. 
Le 1er septembre 2014, il est finalement prêté au Paris FC.

## Statistiques

### En club
| Saison                | Club                  | Championnat           | Championnat | Championnat | Coupe nationale | Coupe nationale | Coupe de la Ligue | Coupe de la Ligue | Total | Total |
| Saison                | Club                  | Division              | M.          | B.          | M.              | B.              | M.                | B.                | M.    | B.    |
| 2011-2012             | Le Mans FC            | Ligue 2               | 17          | 1           | 2               | 1               | 1                 | 0                 | 20    | 2     |
| 2012-2013             | Le Mans FC            | Ligue 2               | 21          | 0           | 3               | 0               | -                 | -                 | 24    | 0     |
| Sous-total            | Sous-total            | Sous-total            | 38          | 1           | 5               | 1               | 1                 | 0                 | 44    | 2     |
| 2013-2014             | FC Sion               | Super League          | 3           | 0           | -               | -               | -                 | -                 | 3     | 0     |
| Sous-total            | Sous-total            | Sous-total            | 3           | 0           | -               | -               | -                 | -                 | 3     | 0     |
| 2014-2015             | Paris FC (prêt)       | National              | -           | -           | 2               | 1               | -                 | -                 | 2     | 1     |
| Sous-total            | Sous-total            | Sous-total            | -           | -           | 2               | 1               | -                 | -                 | 2     | 1     |
| 2015-2016             | Luçon VF              | National              | 20          | 0           | 1               | 0               | -                 | -                 | 21    | 0     |
| Sous-total            | Sous-total            | Sous-total            | 20          | 0           | 1               | 0               | -                 | -                 | 21    | 0     |
| 2016-2017             | US Créteil-Lusitanos  | National              | -           | -           | -               | -               | -                 | -                 | 0     | 0     |
| 2017-2018             | US Créteil-Lusitanos  | National              | 11          | 1           | 1               | 0               | 1                 | 0                 | 13    | 1     |
| Sous-total            | Sous-total            | Sous-total            | 11          | 1           | 1               | 0               | 1                 | 0                 | 13    | 1     |
| Total sur la carrière | Total sur la carrière | Total sur la carrière | 72          | 2           | 9               | 2               | 2                 | 0                 | 83    | 4     |